# Cryptographis morosalis
Cryptographis morosalis là một loài bướm đêm trong họ Crambidae.